# Боб Клотворті
Боб Клотворті (англ. Bob Clotworthy, 8 травня 1931 — 1 червня 2018) — американський стрибун у воду.
Олімпійський чемпіон 1956 року, призер 1952 року.
Призер Панамериканських ігор 1955 року.